# Esmé Kamphuis
Esmé Kamphuis (Zwolle, 22 mei 1983) is een Nederlandse bobsleester. Daarvóór was zij een atlete, die met name actief was op de meerkamp.

## Biografie
Kamphuis was er als atlete al vroeg bij. Reeds in 1999, op zestienjarige leeftijd, veroverde zij als B-meisje bij het verspringen haar eerste nationale titel. Er zouden er tijdens haar juniorentijd op dit nummer nog twee volgen. Esmé Kamphuis, die gedurende haar atletiekloopbaan aanvankelijk lid was van het Zwolse AV PEC 1910, maar later overstapte naar het Amsterdamse AAC, was echter een veelzijdige atlete, die op meer nummers uitblonk. Zelfs zou ze in die periode ook tweemaal meerkampkampioene van Nederland zijn geworden, als niet Tine Veenstra, haar latere collega bij het bobsleeën, haar de voet had dwarsgezet: in 2001 werd ze achter Veenstra tweede op de vijfkamp tijdens de NK indoor, een jaar later opnieuw tweede op de zevenkamp tijdens de NK meerkamp. In totaal verzamelde de Zwolse als juniore naast haar drie gouden plakken, zeven zilveren en drie bronzen medailles. Na het seizoen 2004, waarin Kamphuis nog een vierde plaats behaalde op de NK zevenkamp bij de senioren en ook nog eens vijfde werd bij het speerwerpen, stapte ze over naar het bobsleeën.
In deze tak van sport is ze vanaf 2005/06 als pilote actief. De eerste jaren nam ze de meeste wedstrijden deel met Tine Veenstra als remster, vanaf het seizoen 2010/11 de meeste wedstrijden met Judith Vis, eveneens afkomstig uit de atletieksport. Op de Olympische Winterspelen van 2010 werd ze met Veenstra achtste, op de Spelen van 2014 met Vis vierde. De hoogst behaalde plaats bij de wk bobsleeën was de zesde plaats op de WK's van 2011 en 2013, ook met Vis als remster. In de seizoenen 2010/11 en 2013/14 won ze, samen met Vis, brons op het Europees kampioenschap (na het afstrepen van de niet-Europese deelnemers in de desbetreffende wereldbekerwedstrijd). Haar beste klassering in het eindklassement van de wereldbeker bobsleeën is de vijfde plaats in het seizoen 2012/13. Met het behalen van de tweede plaats in de achtste en laatste WB-wedstrijd van het seizoen 2010/11 stond ze voor het eerst op het podium in deze competitie, ook nu met Vis als remster.
In het dagelijks leven is Kamphuis werkzaam als arts.

## Atletiek

### Persoonlijke records
| Onderdeel            | Prestatie | Datum            | Plaats    |
| -------------------- | --------- | ---------------- | --------- |
| 800 m                | 2.22,89   | 16 juni 2002     | Breda     |
| 400 m horden         | 64,70 s   | 6 juni 2004      | Amsterdam |
| hoogspringen         | 1,60 m    | 29 april 1999    | Zwolle    |
| polsstokhoogspringen | 3,10 m    | 7 september 2002 | Gladbeck  |
| verspringen          | 5,71 m    | 23 juni 2001     | Uden      |
| hink-stap-springen   | 11,05 m   | 25 juni 2000     | Hengelo   |
| kogelstoten          | 11,74 m   | 9 mei 2003       | Utrecht   |
| speerwerpen          | 41,80 m   | 7 juli 2002      | Sittard   |
| zevenkamp            | 4873 p    | 21 mei 2004      | Woerden   |

| Onderdeel          | Prestatie | Datum           | Plaats     |
| ------------------ | --------- | --------------- | ---------- |
| hoogspringen       | 1,60 m    | 12 maart 2000   | Gent       |
| verspringen        | 5,61 m    | 3 februari 2002 | Gent       |
| hink-stap-springen | 11,33 m   | 3 februari 2001 | Düsseldorf |
| kogelstoten        | 11,06 m   | 3 februari 2002 | Gent       |
| vijfkamp           | 3644 s    | 3 februari 2002 | Gent       |

### Palmares
Speerwerpen
2002: 6e NK - 41,80 m
2003: 6e NK - 40,15 m
2004: 5e NK - 39,75 m
Verspringen
2001: 5e NK - 5,65 m
2002: 7e NK - 5,50 m
2003: 7e NK indoor - 5,31 m
Vijfkamp
2002: 17e Meerkampinterland, Zaragoza - 3496 p
Zevenkamp
2004: 4e NK meerkamp, Woerden - 4873 p

## Bobsleeën
| Jaar | Plaats    | Rang | Remster  |
| ---- | --------- | ---- | -------- |
| 2010 | Vancouver | 08e  | Veenstra |
| 2014 | Sotsji    | 04e  | Vis      |

| Jaar | Plaats       | Rang | Remster     |
| ---- | ------------ | ---- | ----------- |
| 2007 | Sankt Moritz | 21e  | Onderstein  |
| 2008 | Altenberg    | 10e  | Rozenstruik |
| 2009 | Altenberg    | 08e  | Veenstra    |
| 2011 | Königssee    | 06e  | Vis         |
| 2013 | Sankt Moritz | 06e  | Vis         |

| Jaar | Plaats       | Rang | Remster  |
| ---- | ------------ | ---- | -------- |
| 2009 | Sankt Moritz | 06e  | Veenstra |
| 2011 | Winterberg   | 03e  | Vis      |
| 2013 | Igls         | 05e  | Vis      |
| 2014 | Königssee    | 03e  | Vis      |

### Wereldbeker
PNT = aantal punten, AW = aantal wb-wedstrijden 
| Seizoen | Rang | PNT  | AW | Remster(s)                                            |
| ------- | ---- | ---- | -- | ----------------------------------------------------- |
| 2005/06 | 25e  | 0065 | 01 |                                                       |
| 2006/07 | 21e  | 0048 | 02 | Risette Hoekwater, Francina Onderstein, Tine Veenstra |
| 2007/08 | 18e  | 0448 | 04 | Urta Rozenstruik, Tine Veenstra                       |
| 2008/09 | 10e  | 1152 | 08 | Tine Veenstra                                         |
| 2009/10 | 12e  | 0984 | 08 | Urta Rozenstruik, Tine Veenstra                       |
| 2010/11 | 06e  | 1354 | 08 | Urta Rozenstruik, Judith Vis                          |
| 2012/13 | 05e  | 1488 | 09 | Willy Kanis, Judith Vis                               |
| 2013/14 | 09e  | 1232 | 08 | Melissa Boekelman, Sanne Dekker, Judith Vis           |

- World Athletics: 14291775
- Library of Congress Control Number: no2019143303
- Virtual International Authority File: 3941157040169667040005
- WorldCat: E39PBJjxpPkyJTkYP8KVbcgxjC